# САО Босанска Крајина
САО Босанска Крајина (Српска аутономна област Босанска Крајина) је била српска аутономна област на подручју СР БиХ. Називана је још и Аутономна област Крајина (АОК). САО Босанска Крајина се налазила у Босанској Крајини, и њен главни град је била Бања Лука. Касније, ова област је постала део Републике Српске.

## Историја
САО Босанска Крајина се формирала у лето и јесен 1991. Њен циљ, као и циљ осталих САО у СР БиХ, је био да окупи пределе у којима већински живе Срби, да их организује, и да тако спречи евентуалну независност БиХ.
САО Босанска Крајина је створена од Заједнице општина Босанске Крајине, 16. септембра 1991. године, са тиме што у почетку није укључивала области Цазинске Крајине и општине Приједор. Сличне ствари су се дешавале у осталим заједницама општина у БиХ где су Срби чинили већину.
Око 16. септембра 1991, Заједница општина Босанске Крајине постаје Аутономни регион Крајина (АРК), који се састојао од следећих општина: Бања Лука, Бихаћ-Рипач, Босанска Дубица, Босанска Градишка, Босанска Крупа, Босански Нови, Босански Петровац, Челинац, Доњи Вакуф, Кључ, Скендер Вакуф, Котор Варош, Приједор, Прњавор, Сански Мост, Шипово, Лакташи и Теслић. 24. октобра 1991. формира се Скупиштина српског народа у Босни и Херцеговини, у коме је већину имала Српска демократска странка. Тај сабор, 9. јануара 1992. је усвојио декларацију којом проглашава Републику Српску Босну и Херцеговину, чиме је регион Босанске Крајине постао део ове новоформиране републике.
Постојали су покушаји током 1991. да се АРК споји са САО Крајином. 12. септембра АРК званично мења име у САО Босанска Крајина.
- Српске аутономне области у Босни и Херцеговини (септембар 1991)
- Српске аутономне области у Босни и Херцеговини (новембар 1991)

## Географија
| Основни подаци о општинама САО Босанске Крајине |                   |                 |
| Име општине                                     | Сједиште општине  | Број стан.1991. |
| Општина Босански Нови                           | Нови Град         | 41.665          |
| Општина Босанска Дубица                         | Козарска Дубица   | 31.606          |
| Општина Сански Мост                             | Сански Мост       | 60.307          |
| Општина Босанска Градишка                       | Градишка          | 59.974          |
| Град Бања Лука                                  | Бања Лука         | 195.692         |
| Општина Босански Петровац                       | Босански Петровац | 15.552          |
| Општина Кључ                                    | Кључ              | 37.391          |
| Општина Лакташи                                 | Лакташи           | 29.832          |